# Kirche Mallwischken
Die Kirche in Mallwischken (der Ort hieß zwischen 1938 und 1946: Mallwen) war ein in oktogonaler Bauweise errichtetes Gebäude aus Holz und bis 1945 evangelisches Gotteshaus für die Kirchspielbewohner des einst ostpreußischen und heute Maiskoje genannten Dorfes in der russischen Oblast Kaliningrad (Gebiet Königsberg (Preußen)).

## Geographische Lage
Das heutige Maiskoje liegt 16 Kilometer nördlich der Stadt Gussew (Gumbinnen) an der russischen Fernstraße A 198 (27A-040, Teilabschnitt der einstigen deutschen Reichsstraße 132). Eine Bahnanbindung des Ortes besteht nicht.
Der ehemalige Standort der Kirche ist heute ein freier Platz und liegt westlich der früheren Gumbinner Chaussee unweit des heute noch vorhandenen Gebäudes der einstigen Schule.

## Kirchengebäude
Mallwischken wurde im Jahre 1730 ein Kirchdorf, als hier ein Gotteshaus errichtet wurde. Dazu erhielt die Gemeinde von König Friedrich Wilhelm I. eine Zuwendung von 7.000 Talern. Es entstand ein achteckiger hölzerner Zentralbau, bei dessen Planung Karl Friedrich Schinkel mitgewirkt haben soll und auf den im Zusammenhang einer grundlegenden Renovierung 1827 bis 1829 ein hölzerner Turm mit Umgang gesetzt wurde.
Der Kircheninnenraum war von einer stuckverkleideten hölzernen Kuppeldecke überspannt. Die Ausstattung war sehr schlicht. Die Kanzel wirkte wie ein Teil der den Innenraum umgebenden Emporen.
Eine Orgel erhielt die Kirche im Jahre 1796. Das Geläut bestand aus drei Glocken.
Das Kirchengebäude überstand die Weltkriege, wurde jedoch nach 1945 sukzessive demontiert. Ende der 1960er Jahre fand sich vom Bauwerk keine Spur mehr. Auf seiner Grundfläche legte man in den 1980er Jahren einen Platz an, der von einem Kulturhaus flankiert wird.

## Kirchengemeinde
Im Jahr 1724 wurde im Rahmen des ostpreußischen Rétablissements das evangelische Kirchspiel Mallwischken errichtet. Die Kirchengemeinde gehörte anfangs zur Inspektion Insterburg (heute russisch: Tschernjachowsk), dann bis 1945 zum Kirchenkreis Pillkallen (Schloßberg) in der Kirchenprovinz Ostpreußen der Kirche der Altpreußischen Union. Eine eigene Pfarrstelle erhielt Mallwischken im Gründungsjahr 1724, bereits vorher waren hier Hilfsprediger eingesetzt.
Zur Kirchengemeinde Mallwischken gehörten im Jahre 1925 3106 Gemeindeglieder, die in 28 Kirchspielorten, -ortschaften und -wohnplätzen lebten. Durch Flucht und Vertreibung der einheimischen Bevölkerung sowie aufgrund der restriktiven Religionspolitik der Sowjetunion kam nach 1945 in dem nun Maiskoje genannten Dorf das kirchliche Leben zum Erliegen.
Heute liegt das Dorf im Einzugsbereich der in den 1990er Jahren neu entstandenen evangelisch-lutherischen Gemeinde der Salzburger Kirche in Gussew (Gumbinnen) innerhalb der Propstei Kaliningrad (Königsberg) der Evangelisch-lutherischen Kirche Europäisches Russland.

### Kirchspielorte
Der Kirche in Mallwischken war bis 1945 ein weitflächiges Kirchspiel zugeordnet, das aus 28 Orten bestand:
| Name             | Änderungsname 1938 bis 1946 | Russischer Name           |  | Name                              | Änderungsname 1938 bis 1946 | Russischer Name                |
| ---------------- | --------------------------- | ------------------------- |  | --------------------------------- | --------------------------- | ------------------------------ |
| *Abschruten      | Bitzingen                   | Wassilkowo                |  | Paberdszen 1936–38: Paberdschen   | Grundhufen                  |                                |
| Antballen        | Abendwalde                  |                           |  | *Plimballen                       | Osterfelde (Ostpr.)         | Grosnoje                       |
| *Birkenfelde     | Kleinbirkenfelde            | Beresino                  |  | Pritzkehmen                       | Mühleck                     | Surowkino                      |
| Dubinnen         | Duben                       |                           |  | Quetschlaugken                    |                             |                                |
| Ederkehmen       | Edern                       | Podlipkowo                |  | Rosenfelde                        |                             |                                |
| Eichenfelde      |                             |                           |  | Sassupönen                        | Sassenbach                  |                                |
| Groß Stimbern    | seit 1935: Stimbern         | Schirokopolje             |  | *Smailen                          |                             | Alexandrowka, später: Beresino |
| Henskehmen       | Sprindacker                 | Krassilowo                |  | Stirnlaugken                      | Stirnen                     |                                |
| Katharinenhof    |                             |                           |  | *Uszballen 1936–38: Uschballen    | Birkenried                  | Loschtschinka                  |
| Klein Pillkallen | Kleinschloßberg             |                           |  | Wandlauszen 1936–38: Wandlauschen | Rotenkamp (Ostpr.)          | Ossinowka                      |
| Klein Stimbern   |                             |                           |  | Werdehlischken                    | Werden (Ostpr.)             |                                |
| Löbtuballen      | Löbaugrund                  | Platowo, später: Beresino |  | Wingeruppen                       | Lauterbrücken               |                                |
| *Mallwischken    | Mallwen                     | Maiskoje                  |  | Wittgirren                        | Legen                       | Schiguljowo                    |
| Naujeningken     | Nauningen                   | Chutorskoje               |  | *Zwirballen                       | Spatzen                     | Kropotkino                     |

### Pfarrer
An der Kirche Mallwischken amtierten als evangelische Geistliche:
- NN. Engelbrecht, 1718
- Johann Gabriel Heinsius, 1719
- Johann Christoph Grasemück, 1724–1733
- Georg Liesiewski, 1734–1774
- Johann Christian Fischer, 1771–1791
- Johann Heinrich Anderson, 1791–1800
- Johann Christoph Prellwitz, 1800–1805
- Christian Wanner, 1805–1840
- Johann Ferdinand Vollberg, 1840–1846
- Gustav Adolf Leopold Hecht, 1847–1863[10]
- Ferdinand Rudolf Hermann Schulz, 1863–1864[10]
- Christoph Sturies, 1864–1873[10]
- Julius Otto Passarge, 1874–1894[10]
- Rudolf Otto Theodor Hass, 1896–1897
- Otto Julius Winkel, 1897–1912
- Rudolf Bobeth, 1912–1916
- Immanuel Renkewitz, 1916–1924
- Arthur Brodowski, 1924–1936
- Kurt Heinz Saalfeldt, 1942–1945

### Kirchenbücher
Von den Kirchenbüchern der Pfarrei Mallwischken haben die Kriege überdauert und werden bei der Deutschen Zentralstelle für Genealogie in Leipzig aufbewahrt:
- Taufen: 1724 bis 1801 und 1852 bis 1868
- Trauungen: 1724 bis 1875
- Begräbnisse: 1724 bis 1875.